# Фабрицио Корона
Фабрицио Корона (итал. Fabrizio Corona; Катанија, 29. март 1974) је италијанска телевизијска личност, члан и управник миланске фотографске агенције Corona's која је банкротирала 9. децембра 2008. године. Повезан је са серијом истрага које спроводи италијанско републичко тужилаштво, а био је један од главних оптужених у афери „Валетополи“ (итал. Vallettopoli), за изнуђивање новца од различитих познатих естрадних и личности из света спорта, у чему му је помагао Леле Мора, агент неких ВИП личности из света естраде. У децембру 2009. године је осуђен на 3 године и 8 месеци затвора због учествовања у криминалним радњама.

## Биографија
Фабрицио Марија Корона је рођен у породици новинара. Син је Виторија Короне, који је преминуо неколико недеља пре хапшења свог сина због учешћа у афери „Валетополи“, и нећак Пуча Короне. Нина Морић, са којом се венчао 2001. године, је такође била оптужена за учешће у скандалу. Она је 2. априла 2007. године објавила да је званично затражила развод.
Био је учесник италијанске верзије ТВ емисије Фарма, која се од 8. марта 2009. године емитовала на Каналу 5. У то време је био у вези са аргентинском манекенком Белен Родригез.
Из брака са Нином Морић Корона има сина Карлоса Марију, рођеног 8. августа 2007. године.